# Eupithecia opistographata
Eupithecia opistographata là một loài bướm đêm trong họ Geometridae.